# Philothamnus
Philothamnus – rodzaj węży z podrodziny Colubrinae w rodzinie połozowatych (Colubridae).

## Zasięg występowania
Rodzaj obejmuje gatunki występujące w Czarnej Afryce. 

## Systematyka

### Etymologia
- Philothamnus: gr. φιλος philos „miłośnik”, od φιλεω phileō „kochać”[8]; θαμνος thamnos „krzak, gąszcz”[9].
- Chlorophis: gr. χλωρος khlōros „zielony”[10]; οφις ophis, οφεως opheōs „wąż”[11]. Gatunek typowy: Chlorophis heterodermus Hallowell, 1857.
- Herpetaethiops: gr. ἑρπετον herpeton „gad, wąż”[12]; Αιθιοψ Aithiops „Etiopczyk, Murzyn”, od αιθω aithō „palić się”; ωψ ōps, ωπος ōpos „twarz”[13]. Gatunek typowy: Herpetaethiops bellii Günther, 1866 (= Chlorophis heterodermus Hallowell, 1857).
- Oligolepis: gr. ολιγος oligos „mały”[14]; λεπις lepis, λεπιδος lepidos „łuska, płytka”, od λεπω lepō „łuszczyć”[15]. Gatunek typowy: Oligolepis macrops Boulenger, 1895.

### Podział systematyczny
Do rodzaju należą następujące gatunki:

- Philothamnus angolensis Bocage, 1882
- Philothamnus battersbyi Loveridge, 1951
- Philothamnus belli (Günther, 1866)
- Philothamnus bequaerti (Schmidt, 1923)
- Philothamnus brunneus Trape, Hughes & Mediannikov, 2021
- Philothamnus carinatus (Andersson, 1901)
- Philothamnus chifunderai Greenbaum, Pauwels, Gvoždík, Vaughan, Chaney, Buontempo, Aristote, Muninga & Engelbrecht, 2023
- Philothamnus dorsalis (Bocage, 1866)
- Philothamnus girardi Bocage, 1893
- Philothamnus heterodermus (Hallowell, 1857)
- Philothamnus heterolepidotus (Günther, 1863)
- Philothamnus hoplogaster (Günther, 1863)
- Philothamnus hughesi Trape & Roux-Estève, 1990
- Philothamnus irregularis (Leach, 1819)
- Philothamnus macrops (Boulenger, 1895)
- Philothamnus mayombensis Trape, Collet, Hughes & Mediannikov, 2021
- Philothamnus natalensis (Smith, 1848)
- Philothamnus nitidus (Günther, 1863)
- Philothamnus occidentalis Broadley, 1966
- Philothamnus ornatus Bocage, 1872
- Philothamnus pobeguini (Chabanaud, 1916)
- Philothamnus punctatus Peters, 1867
- Philothamnus ruandae Loveridge, 1951
- Philothamnus semivariegatus (Smith, 1840) – zaroślowiec cętkowany[16]
- Philothamnus thomensis Bocage, 1882